# Ruellia bignoniiflora
Ruellia bignoniiflora är en akantusväxtart som beskrevs av Spencer Le Marchant Moore. Ruellia bignoniiflora ingår i släktet Ruellia och familjen akantusväxter. Inga underarter finns listade i Catalogue of Life.